# Alpe Cermis
Die Alpe Cermis (kurz Cermis) ist ein 2229 m s.l.m. hoher Berg in den Fleimstaler Alpen im italienischen Trentino. Der eigentlich höchste Punkt trägt den Namen Paion del Cermis. Internationale Bekanntheit erlangte der Berg durch zwei schwere Seilbahnunfälle in den Jahren 1976 und 1998 sowie als finaler Etappenort der jährlichen Tour de Ski.

## Lage und Umgebung
Der Paion del Cermis erhebt sich am nordwestlichen Rand der Lagorai-Kette über dem Fleimstal bei Cavalese. Er wird durch die Forcella di Bombasel (2176 m) vom Cimon del To della Trappola (2401 m) getrennt. Von dort führt ein Grat in südöstlicher Richtung zum Castel di Bombasel (2535 m) und zur Cima Lagorai (2585 m) am Hauptkamm der Gebirgskette. Am Osthang der Alpe Cermis verläuft die Gemeindegrenze zwischen Cavalese und Tesero, jenseits davon das Val Lagorai. Die kleine Hochfläche Doss dei Laresi (1280 m) am Nordwesthang des Berges ist über die Strada provinciale del Cermis (SP 240) erreichbar. Der Gipfel mit Sendemast ist durch mehrere Wanderwege und Skilifte (siehe Wintersport) erschlossen. 

## Seilbahnunfälle
Die Luftseilbahn auf die Alpe Cermis wurde zweimal von schweren Unglücken heimgesucht. Am 9. März 1976 stürzte eine Kabine nach Zusammenspiel starken Windes und eines technischen Defekts in die Tiefe. Der Unfall forderte 42 Todesopfer.
Am 3. Februar 1998 durchtrennte ein US-amerikanisches Kampfflugzeug das Tragseil der Seilbahn, was erneut zum Absturz einer Kabine führte. Der Unfall forderte 20 Menschenleben und hatte einen Rechtsstreit samt diplomatischer Verstimmung zur Folge.

## Wintersport
Auf den Nordwesthängen der Alpe Cermis befindet sich eines der bekanntesten Wintersportgebiete des Fleimstals. Es erstreckt sich von der Talstation der Kabinenbahn, Fondovalle (860 m) nahe dem Avisio-Ufer, bis zur Bergstation des Sessellifts Prà Fiori (2267 m) unterhalb des Cimon del To della Trappola. Das Skigebiet verfügt über zwei Kabinenbahnen, drei Sessellifte und einen Schlepplift bei insgesamt 23 Pistenkilometern. Längste durchgehende Abfahrt ist die 7,5 Kilometer lange Olimpia.
Im Sommer ist der Berg bei Paragleitern und Mountainbikern beliebt. 

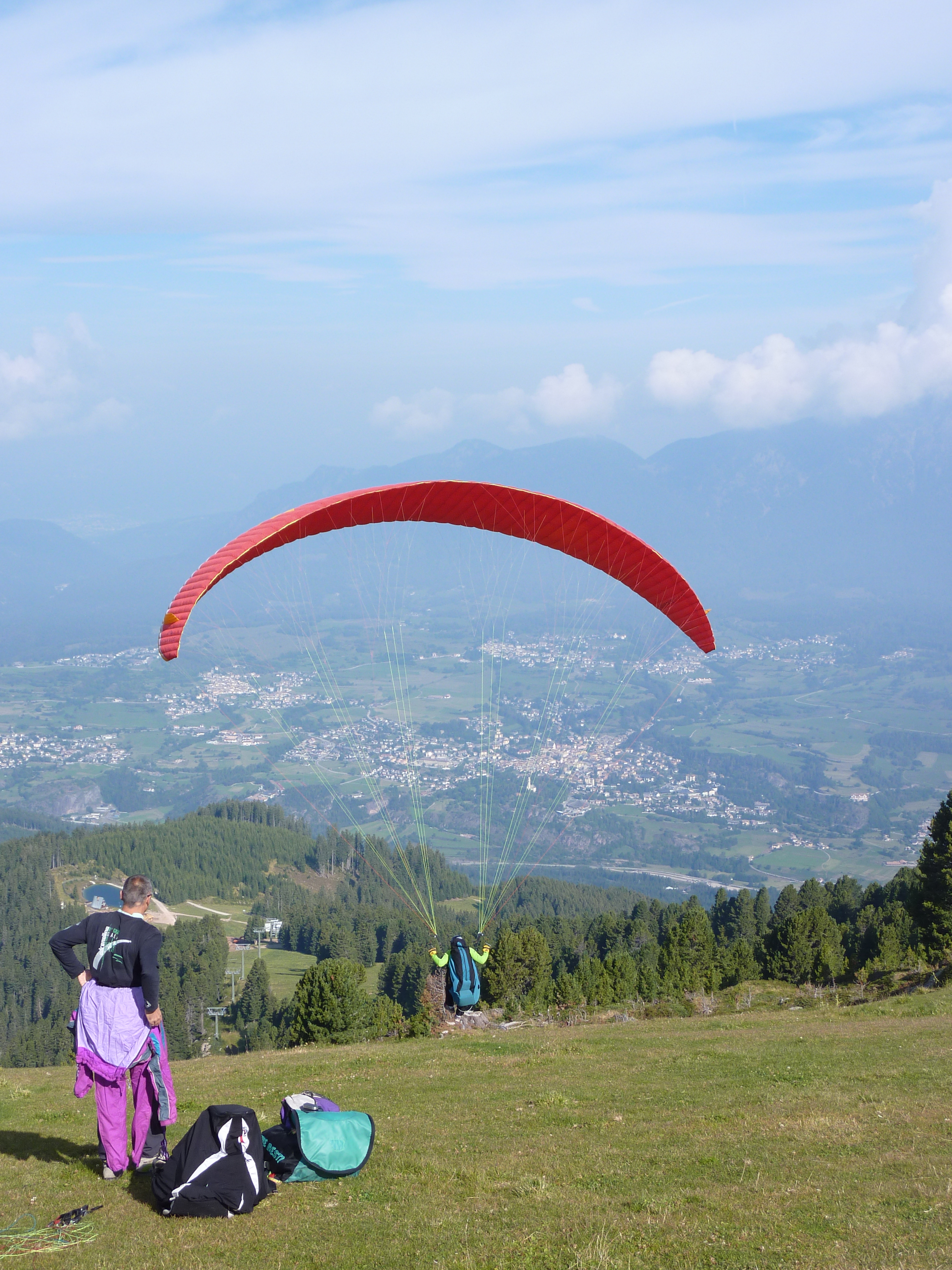
Gleitschirmstart von der Cermis mit Blick auf Cavalese

### Tour de Ski
Die Alpe Cermis ist seit Januar 2007 Austragungsort der zum Skilanglauf-Weltcup zählenden Tour de Ski. Die traditionell letzte Etappe der mehrtägigen Tour führt zunächst auf flacher Strecke durch das Fleimstal und anschließend 420 Höhenmeter über die Olimpia III – normalerweise eine rote Piste – auf die Hochfläche Doss dei Laresi. Der 3,5 Kilometer lange Anstieg weist durchschnittlich zwölf und maximal 30 Prozent Neigung auf.
Rekordgewinner der auch Final Climb genannten Bergverfolgung sind die Norweger Therese Johaug mit neun sowie Simen Hegstad Krüger mit drei Siegen.

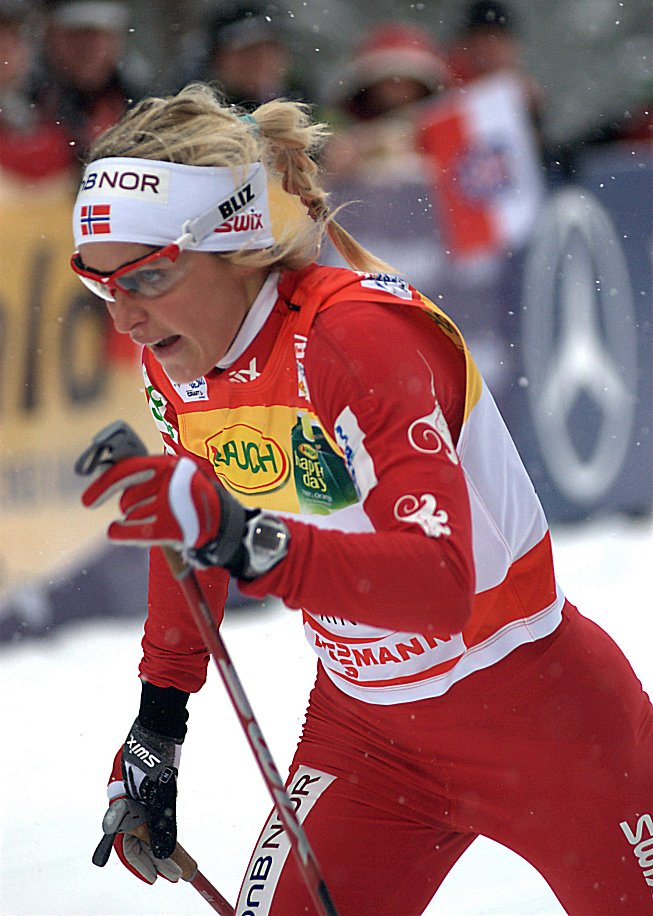
Therese Johaug, mit neun Erfolgen Rekordsiegerin auf der Alpe Cermis

| Jahr    | Sieger                     | Zeit        |
| ------- | -------------------------- | ----------- |
| 2006/07 | Tobias Angerer             | 33:39,5 min |
| 2007/08 | René Sommerfeldt           | 32:59,0 min |
| 2008/09 | Ivan Babikov               | 33:51,2 min |
| 2009/10 | Lukáš Bauer                | 33:51,7 min |
| 2010/11 | Lukáš Bauer -2-            | 30:28,3 min |
| 2011/12 | Alexander Legkow           | 30:38,2 min |
| 2012/13 | Marcus Hellner             | 29:56,6 min |
| 2013/14 | Chris Jespersen            | 31:58,8 min |
| 2015    | Roland Clara               | 29:13,0 min |
| 2016    | Martin Johnsrud Sundby     | 30:47,0 min |
| 2016/17 | Maurice Manificat          | 29:20,0 min |
| 2017/18 | Martin Johnsrud Sundby -2- | 28:36,4 min |
| 2018/19 | Sjur Røthe                 | 30:32,0 min |
| 2019/20 | Simen Hegstad Krüger       | 30:55,8 min |
| 2021    | Denis Spizow               | 32:41,0 min |
| 2021/22 | Sjur Røthe -2-             | 31:42,1 min |
| 2022/23 | Simen Hegstad Krüger -2-   | 31:20,4 min |
| 2023/24 | Jules Lapierre             | 33:00,7 min |
| 2024/25 | Simen Hegstad Krüger -3-   | 32:39,6 min |

| Jahr    | Siegerin                 | Zeit        |
| ------- | ------------------------ | ----------- |
| 2006/07 | Virpi Kuitunen           | 36:36,7 min |
| 2007/08 | Walentyna Schewtschenko  | 34:06,2 min |
| 2008/09 | Therese Johaug           | 35:07,7 min |
| 2009/10 | Justyna Kowalczyk        | 36:45,8 min |
| 2010/11 | Therese Johaug -2-       | 33:14,4 min |
| 2011/12 | Therese Johaug -3-       | 34:17,7 min |
| 2012/13 | Therese Johaug -4-       | 34:12,4 min |
| 2013/14 | Therese Johaug -5-       | 34:19,8 min |
| 2015    | Therese Johaug -6-       | 32:16,4 min |
| 2016    | Therese Johaug -7-       | 33:14,8 min |
| 2016/17 | Heidi Weng               | 33:34,3 min |
| 2017/18 | Heidi Weng -2-           | 32:11,5 min |
| 2018/19 | Ingvild Flugstad Østberg | 35:15,0 min |
| 2019/20 | Therese Johaug -8-       | 34:21,6 min |
| 2021    | Ebba Andersson           | 36:45,6 min |
| 2021/22 | Heidi Weng -3-           | 35:41,2 min |
| 2022/23 | Delphine Claudel         | 36:35,4 min |
| 2023/24 | Sophia Laukli            | 38:16,5 min |
| 2024/25 | Therese Johaug -9-       | 35:59,0 min |